# Sačie Išizuová
Sačie Išizuová (japonsky: 石津 幸恵; narozená 3. září 1992 Tokio) je japonská profesionální tenistka. Ve své dosavadní kariéře na okruhu WTA Tour nevyhrála žádný turnaj. V rámci okruhu ITF získala do března 2013 osm titulů ve dvouhře.
Na žebříčku WTA byla nejvýše ve dvouhře klasifikována v říjnu 2011 na  218. místě a ve čtyřhře pak v prosinci téhož roku na 339. místě. K roku 2011 ji trénoval otec Jasuhiko Išizu a studovala univerzitu v Cukubě.
Na juniorce Wimbledonu 2010 si zahrála finále dvouhry, v němž podlehla Češce Kristýně Plíškové. Na juniorském světovém žebříčku ITF byla nejvýše postavená na 5. pozici.

## Finálové účasti na turnajích okruhu ITF
| Legenda okruhu ITF   |
| $100 000 tournaments |
| $75 000 tournaments  |
| $50 000 tournaments  |
| $25 000 tournaments  |
| $10 000 tournaments  |

### Dvouhra: 11 (8–3)
| Stav       | Č. | Datum             | Turnaj     | Povrch  | Finalistka               | Výsledek    |
| ---------- | -- | ----------------- | ---------- | ------- | ------------------------ | ----------- |
| Vítězka    | 1. | 31. srpna 2008    | Saitama    | tvrdý   | I-Hsuan Hwang            | 6-2 6-2     |
| Finalistka | 2. | 12. července 2009 | Tokio      | koberec | Misaki Doiová            | 1-6 4-6     |
| Finalistka | 3. | 22. srpna 2009    | Nonthaburi | tvrdý   | Čang Lingová             | 3-6 5-7     |
| Vítězka    | 4. | 30. srpna 2009    | Saitama    | tvrdý   | Šiho Akitaová            | 4-6 6-7(3)  |
| Vítězka    | 5. | 27. března 2010   | Kófu       | tvrdý   | Akiko Jonemuraová        | 1-6 6-4 5-7 |
| Vítězka    | 6. | 25. dubna 2010    | Mie        | koberec | Jumi Nakanová            | 6-0 6-4     |
| Vítězka    | 7. | 6. června 2010    | Komoro     | antuka  | Mijabi Inoue             | 6-0 6-1     |
| Vítězka    | 8. | 26. dubna 2011    | Gifu       | tvrdý   | Emily Webleyová-Smithová | 6-1 6-3     |
| Finalistka | 9  | 24. května 2011   | Niigata    | tvrdý   | Erika Semaová            | 6-7(5) 4-6  |

## Juniorská finále na Grand Slamu

### Dvouhra: 0 (0–1)
| Stav       | Rok  | Turnaj    | Povrch | Soupeřka ve finále | Výsledek      |
| Finalistka | 2010 | Wimbledon | tráva  | Kristýna Plíšková  | 3–6, 6–4, 4–6 |